# Meistriliiga 1999
Die Meistriliiga 1999 war die neunte Spielzeit der höchsten estnischen Fußball-Spielklasse der Herren, der Meistriliiga. Gespielt wurde regulär vom 14. April bis zum 27. Oktober 1999, die beiden Relegationsspiele fanden am 6. und 14. November 1999 statt.

## Saison
Der Meister aus der Saison 1999, der FC Levadia Maardu aus Maardu, wurde gleich im ersten Jahr seines Bestehens Meister. Mit dem Estnischen Pokalsieg im Finale gegen JK Tulevik Viljandi konnte man sogar das Double gewinnen. Als amtierender estnischer Meister scheiterte Levadia in der folgenden Champions-League-Saison 2000/01 in der zweiten Qualifikationsrunde an Schachtar Donezk.
Der Lelle SK ging am Ende der Saison in die Relegation gegen den FC Lootus Kohtla-Järve und konnte diese für sich entscheiden. Aufgrund der Auflösung des FC Lantana Tallinn am Ende der Spielzeit stieg der FC Lootus Kohtla-Järve in die Meistriliiga auf. Der JK Eesti Põlevkivi Jõhvi musste absteigen.
Die Meisterschaft wurde in einer regulären Spielzeit in zwei Hin- und zwei Rückrundenspielen ausgetragen. Jedes Team trat dabei vier Mal gegen jede andere Mannschaft an. Der Tabellenletzte stieg direkt in die zweitklassige Esiliiga ab, der Siebtplatzierte spielte in der Relegation.

## Vereine
| Verein                   | Stadt        | Stadion                | Kapazität |
| ------------------------ | ------------ | ---------------------- | --------- |
| FC Flora Tallinn         | Tallinn      | Kadrioru staadion      | 5.000     |
| FC Lantana Tallinn       | Tallinn      | Kadrioru staadion      | 5.000     |
| Tulevik Viljandi         | Viljandi     | Viljandi Linnastaadion | 2.000     |
| FC Levadia Maardu 1      | Maardu       | Linnastaadion          | 2.000     |
| FC TVMK Tallinn          | Tallinn      | Viimsi Stadion         | 2.000     |
| JK Eesti Põlevkivi Jõhvi | Kohtla-Järve | Jõhvi linnastaadion    | 2.000     |
| JK Trans Narva           | Narva        | Kreenholmi staadion    | 2.000     |
| Lelle SK                 | Lelle        | Kehtna staadion        | 1.500     |

## Abschlusstabelle
| Pl. | Verein                   | Sp. | S  | U | N  | Tore    | Diff. | Punkte |
| --- | ------------------------ | --- | -- | - | -- | ------- | ----- | ------ |
| 1.  | FC Levadia Maardu (N, P) | 28  | 23 | 4 | 1  | 077:120 | +65   | 73     |
| 2.  | Tulevik Viljandi         | 28  | 16 | 5 | 7  | 057:340 | +23   | 53     |
| 3.  | FC Flora Tallinn (M)     | 28  | 13 | 8 | 7  | 060:330 | +27   | 47     |
| 4.  | JK Trans Narva           | 28  | 11 | 7 | 10 | 040:280 | +12   | 40     |
| 5.  | FC TVMK Tallinn          | 28  | 7  | 9 | 12 | 016:330 | −17   | 30     |
| 6.  | FC Lantana Tallinn       | 28  | 6  | 9 | 13 | 031:520 | −21   | 27     |
| 7.  | Lelle SK                 | 28  | 5  | 9 | 14 | 025:450 | −20   | 24     |
| 8.  | JK Eesti Põlevkivi Jõhvi | 28  | 2  | 7 | 19 | 012:810 | −69   | 13     |

Platzierungskriterien: 1. Punkte – 2. Direkter Vergleich (Punkte, Tordifferenz, geschossene Tore) – 3. Tordifferenz – 4. geschossene Tore

| (M) | amtierender Meister     |
| (P) | amtierender Pokalsieger |
| (N) | Neuaufsteiger           |

### Kreuztabelle
| Spieltage 1–14           | FC Levadia Maardu | Tulevik Viljandi | FC Flora Tallinn | JK Trans Narva | FC TVMK Tallinn | FC Lantana Tallinn | SK Lelle | JK Eesti Põlevkivi Jõhvi |
| ------------------------ | ----------------- | ---------------- | ---------------- | -------------- | --------------- | ------------------ | -------- | ------------------------ |
| FC Levadia Maardu        |                   | 2:1              | 0:0              | 2:0            | -:+ 1           | 3:0                | 5:2      | 6:0                      |
| Tulevik Viljandi         | 0:3               |                  | 2:4              | 1:3            | 1:0             | 1:1                | 2:0      | 1:0                      |
| FC Flora Tallinn         | 1:2               | 5:2              |                  | 5:0            | 0:1             | 3:0                | 2:2      | 4:0                      |
| JK Trans Narva           | 1:2               | 1:1              | 1:3              |                | 1:1             | 7:0                | 1:0      | 4:1                      |
| FC TVMK Tallinn          | 0:3               | 0:4              | 1:1              | 0:0            |                 | 0:2                | 3:0      | 0:0                      |
| FC Lantana Tallinn       | 0:1               | 1:3              | 3:3              | 1:1            | 2:0             |                    | 1:1      | 0:0                      |
| Lelle SK                 | 1:1               | 0:1              | 1:0              | 0:3            | 0:2             | 4:2                |          | 0:0                      |
| JK Eesti Põlevkivi Jõhvi | 0:5               | 1:2              | 1:6              | 1:0            | 1:0             | 1:3                | 0:0      |                          |

| Spieltage 15–28          | FC Levadia Maardu | Tulevik Viljandi | FC Flora Tallinn | JK Trans Narva | FC TVMK Tallinn | FC Lantana Tallinn | Lelle SK | JK Eesti Põlevkivi Jõhvi |
| ------------------------ | ----------------- | ---------------- | ---------------- | -------------- | --------------- | ------------------ | -------- | ------------------------ |
| FC Levadia Maardu        |                   | 4:0              | 3:1              | 1:0            | 3:0             | 4:0                | 3:2      | +:- 2                    |
| Tulevik Viljandi         | 0:0               |                  | 1:0              | 3:1            | 0:0             | 3:2                | 3:0      | 14:0                     |
| FC Flora Tallinn         | 0:3               | 1:1              |                  | 1:1            | 1:1             | 3:1                | 2:1      | 7:1                      |
| JK Trans Narva           | 0:0               | 2:0              | 1:1              |                | 0:1             | 2:0                | 1:0      | 2:0                      |
| FC TVMK Tallinn          | 0:4               | 0:2              | 0:2              | 2:1            |                 | 0:1                | 1:3      | 3:1                      |
| FC Lantana Tallinn       | 1:3               | 1:2              | 3:2              | 0:2            | 0:0             |                    | 0:0      | 1:1                      |
| Lelle SK                 | 1:5               | 2:4              | 0:1              | 1:0            | 0:0             | 1:1                |          | 3:1                      |
| JK Eesti Põlevkivi Jõhvi | 1:9               | 0:2              | 0:1              | 0:4            | 0:0             | 1:4                | 0:0      |                          |

## Relegation
|                        | Gesamt |          | Hinspiel | Rückspiel |
| ---------------------- | ------ | -------- | -------- | --------- |
| FC Lootus Kohtla-Järve | 2:4    | Lelle SK | 0:3      | 2:1       |

## Torschützenliste
| Pl. | Spieler           | Verein             | Tore |
| --- | ----------------- | ------------------ | ---- |
| 01. | Toomas Krõm       | FC Levadia Maardu  | 19   |
| 02. | Andrei Krõlov     | FC Levadia Maardu  | 18   |
| 03. | Dmitri Ustritski  | Tulevik Viljandi   | 16   |
| 04. | Vitali Leitan     | FC Lantana Tallinn | 15   |
| 05. | Indrek Zelinski   | FC Flora Tallinn   | 14   |
| 06. | Maksim Gruznov    | JK Trans Narva     | 13   |
| 07. | Kristen Viikmäe   | FC Flora Tallinn   | 12   |
| 08. | Aleksandr Marašov | JK Trans Narva     | 10   |